# Convair CV-440
Die Convair CV-440 Metropolitan, auch als Convair 440 bezeichnet, ist ein Flugzeug des US-amerikanischen Flugzeugherstellers Convair. Es handelt sich um einen von zwei Kolbenmotoren angetriebenen Tiefdecker mit Druckkabine und einziehbarem Bugradfahrwerk für den Passagiertransport auf Kurzstrecken. Der Typ wurde aus der Convair CV-340 weiterentwickelt. Der Erstflug der CV-440 fand am 6. Oktober 1955 statt.

## Geschichte
Gegenüber dem Ausgangstyp wurde der Rumpf um 0,71 m verlängert, um ein Wetterradar aufnehmen zu können. Eine tiefgreifendere Veränderung war jedoch die Änderung der Abgasanlage, die den Kabinengeräuschpegel verringerte und als Schubdüse ausgeführt wurde. Die Triebwerksverkleidung wurde aerodynamisch optimiert. Die Propeller wiesen gegenüber den bisherigen Typen gerade Blattspitzen auf. Auch innerhalb der Kabine wurde versucht, mittels geänderten Scheibenmaterials und Schalldämmungsmatten Lärm und Vibrationen zu verringern.
Einige CV-340 wie die der Lufthansa wurden mit Hilfe eines von Convair gelieferten Umrüstsatzes nachträglich auf den Standard der CV-440 umgerüstet.
Insgesamt wurden 178 Maschinen dieses Typs verkauft, 153 davon an Luftfahrtgesellschaften. Damit war der Typ wirtschaftlich erfolgreich. Die Maschinen blieben bei den großen Fluggesellschaften bis etwa Mitte der 1960er-Jahre im Einsatz, um dann den aufkommenden modernen Kurzstreckenjets wie der Boeing 737 zu weichen. Zum Teil wurden sie an Fluggesellschaften in der Dritten Welt verkauft.
Im Mai 2004 waren von dem Typ noch 42 Stück vorhanden, davon 31 flugfähig. Etliche der Turboprop-Versionen waren im Jahr 2008 noch in mehreren Ländern in Betrieb, und zwar in Australien, Bolivien, Kanada, Kolumbien, Neuseeland, Südafrika und in den USA.
C-131: Auch die US-Luftwaffe bestellte diesen Typ in entsprechend abgewandelter Ausführung als Convair C-131D/E, letztere teilweise in einer Frachtausführung mit einer großen Ladetür.

## Konstruktion
Die Motoren wirkten auf dreiblättrige Verstellpropeller mit fester Drehzahl („constant speed“). Die Tragflächen waren um 4° gepfeilt und wiesen eine V-Stellung von 6,3° auf, das Leitwerk war konventionell. Die Ruder und die Tragflächenhinterkante wurden bei diesem Typ aus glasfaserverstärktem Kunststoff gefertigt. Der kreisrunde Flugzeugrumpf aus Metall war druckbelüftet.
Zwei Türen mit eingebauter Treppenanlage verringerten die Abhängigkeit von Bodeneinrichtungen und beschleunigten die Passagierabfertigung. Eine Neuerung war die wahlweise bestellbare Möglichkeit, die Sitzplatzanzahl von 44 auf 52 zu erhöhen, indem das Gepäckabteil innerhalb der Kabine durch zwei weitere Sitzreihen ersetzt wurde. Diese Variante ist von außen an einem zusätzlichen Fenster (z. B. bei SAS und Lufthansa) zu erkennen.

## Modifizierungen
Zahlreiche Convair CV-440 wurden ab den 1960er-Jahren auf Propellerturbinenluftstrahltriebwerke (PTL, Turboprop) umgerüstet und erhielten anschließend die Typenbezeichnungen Convair CV-580 bzw. CV-640.
Das Muster Convair CV-540 entstand durch die Umrüstung der CV-340 auf PTL-Triebwerke vom Typ Eland des britischen Herstellers Napier & Son. Nach dem Erwerb der Produktionsrechte für die CV-440 durch den kanadischen Hersteller Canadair wurden im Jahr 1960 als Lizenzbau zehn neue Flugzeuge mit Eland-Triebwerken an die Royal Canadian Air Force ausgeliefert. Diese Flugzeuge wurden auch als Canadair CL-66 bezeichnet und bei der kanadischen Luftwaffe als CC-109 Cosmopolitan geführt.

## Nutzer

### Betreiber in Deutschland und der Schweiz
- Die Lufthansa beschaffte ab 1954 insgesamt elf Exemplare dieses Typs und nutzte sie bis 1968. Im Januar 1966 verunglückte eine der Maschinen in Bremen (siehe Lufthansa-Flug 005).
- Von General Air wurden 1969 zwei Lufthansa-Maschinen übernommen. Im Jahr 1971 folgte eine weitere CV-440 von der Tellair.
- Condor Flugdienst betrieb neben CV-240 auch CV-440, der Vorgänger Condor Luftreederei CV-440.
- Die bundesdeutsche Luftwaffe nutzte sechs CV-440.
- Die Swissair betrieb 12 CV-440.
- SATA übernahm eine CV-440 der Swissair und nutzte eine CV-640.
- Tellair übernahm 1969 eine CV-440 von der Lufthansa.

### Militärische Nutzer
Australien
 Bolivien
 Deutschland
 Italien
 Kanada
 Kolumbien
 Paraguay
 Sri Lanka
 Vereinigte Staaten – US Air Force, US Navy, US Coast Guard

## Zwischenfälle
Vom Erstflug 1955 bis Mai 2023 kam es mit Convair CV-440 zu 58 Totalschäden, einschließlich militärischer Betreiber. Bei 22 davon kamen 331 Menschen ums Leben.
(Zu Zwischenfällen der umgebauten Turboprop-Varianten CV-580 + CV-640 siehe Artikel Convair CV-340)

## Technische Daten

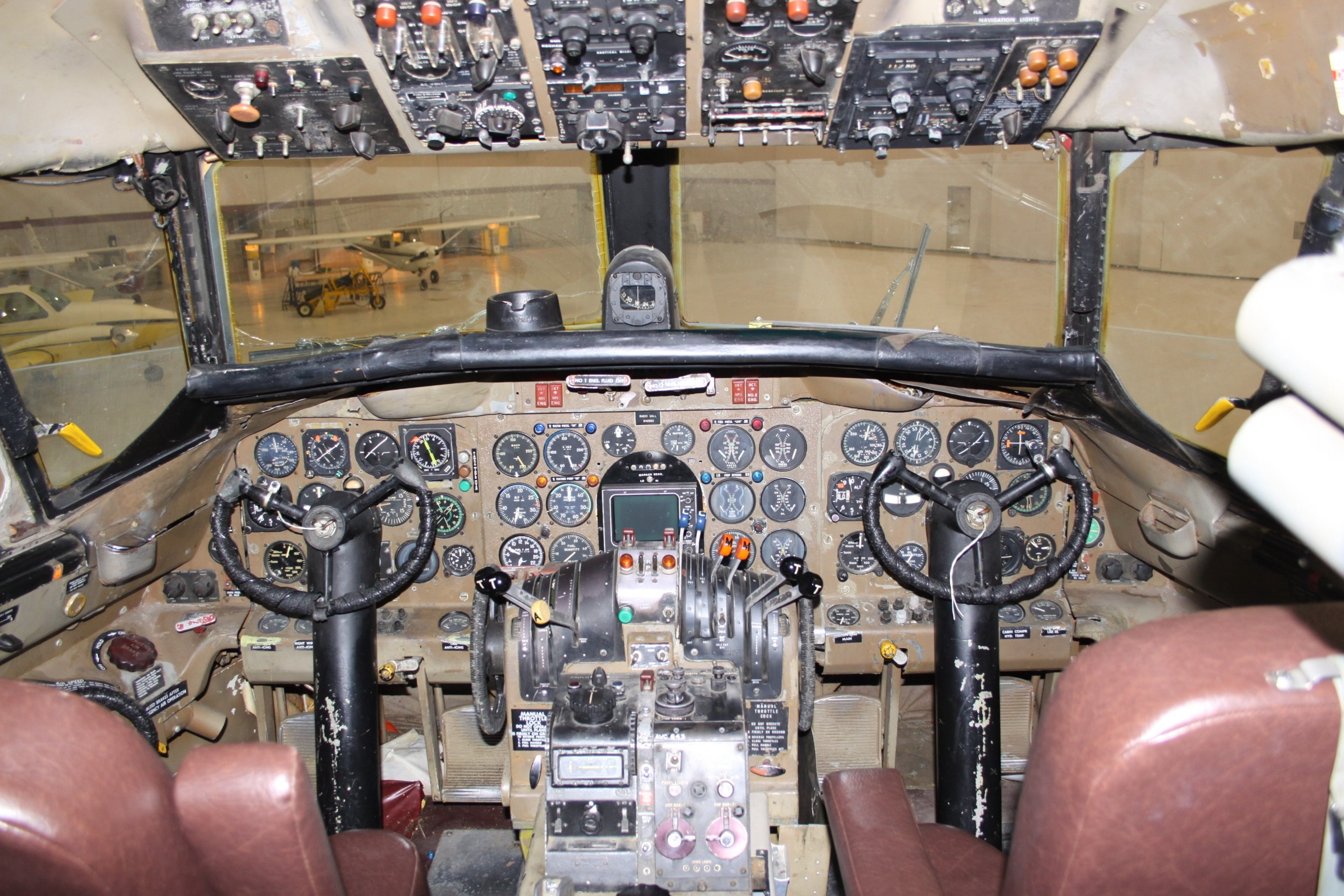
Cockpit einer Convair CV-440

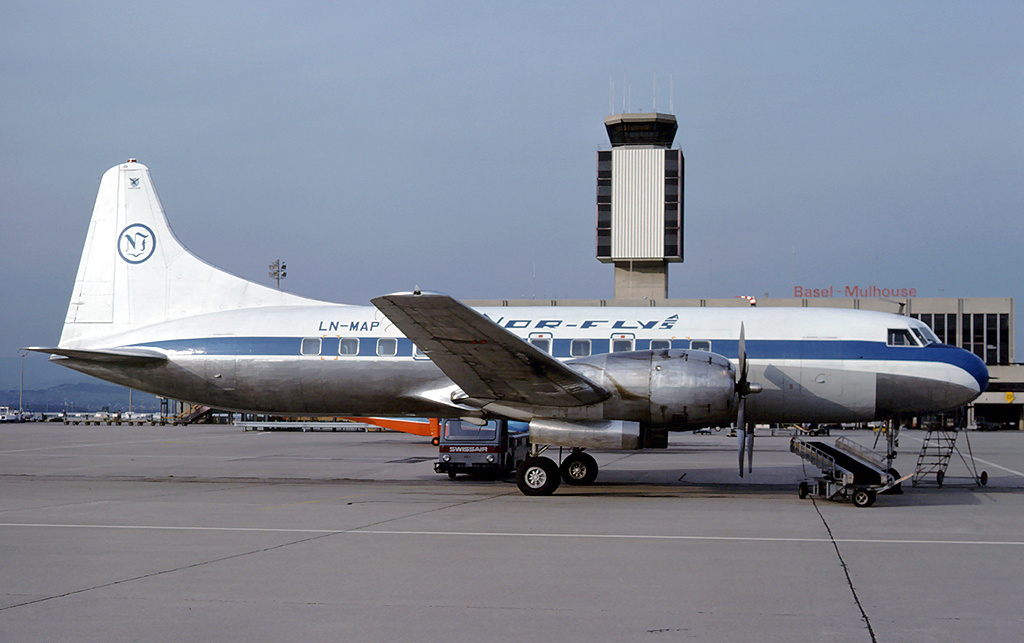
Eine Convair CV-440 der Nor Fly

| Kenngröße             | Daten |
| --------------------- | --- |
| Besatzung             | 2 Piloten, 2 Flugbegleiter |
| Passagiere            | max. 52 |
| Länge                 | 24,84 m |
| Spannweite            | 32,12 m |
| Höhe                  | 8,58 m |
| Flügelfläche          | 85,5 m² |
| Flügelstreckung       | 12,1 |
| max. Startmasse       | 22.544 kg |
| Leermasse             | 14.200 kg |
| Reisegeschwindigkeit  | 465 km/h |
| Höchstgeschwindigkeit | 550 km/h |
| Dienstgipfelhöhe      | 7.770 m |
| anfängliche Steigrate | 366 m/min |
| Reichweite            | 2.800 km bei 2.100 kg Nutzlast 1.700 km mit maximaler Nutzlast (5.250 kg, entspricht 53 Passagieren) |
| Antrieb               | zwei 18-Zylinder-Doppelsternmotoren Pratt & Whitney R-2800 CB16 oder CB17 mit je 2.536 PS (1.865 kW) auf Dreiblatt-Propeller von 4,1 Metern Durchmesser (Verstellpropeller mit fester Drehzahl – „constant speed“) |